# جاي إسحاق
جاي إسحاق هو رسام كندي، ولد في 1975 في كندا.